# Österreichische Gesellschaft für Europarecht
Die Österreichische Gesellschaft für Europarecht (ÖGER) ist ein im Jahr 1988 gegründeter Verein österreichischen Rechts. Als nationale Teilorganisation der Fédération Internationale pour le Droit Européen (FIDE) bezweckt die ÖGER die wissenschaftliche Pflege und Förderung des Europarechts in Österreich. Seit 1999 schreibt sie jährlich den Jean Monnet Wissenschaftspreis für Europarecht für in Österreich approbierte rechtswissenschaftliche Dissertationen mit Themenschwerpunkt im formellen oder materiellen Europarecht aus. Seit 2019 ist sie zudem Herausgeberin der ÖGER Research Paper Series, einer Schriftenreihe mit Augenmerk auf die Veröffentlichung von exzellenten Texten von Jungwissenschaftern zum Europarecht, die an den Universitäten Wien oder Krems verfasst wurden.